# Феліксув (Поддембицький повіт)
Феліксув (пол. Feliksów) — село в Польщі, у гміні Поддембиці Поддембицького повіту Лодзинського воєводства.
Населення — 135 осіб (2011).
У 1975-1998 роках село належало до Серадзького воєводства.

## Демографія
Демографічна структура станом на 31 березня 2011 року:
|          | Загалом | Допрацездатний вік | Працездатний вік | Постпрацездатний вік |
| -------- | ------- | ------------------ | ---------------- | -------------------- |
| Чоловіки | 80      | 10                 | 56               | 14                   |
| Жінки    | 55      | 7                  | 32               | 16                   |
| Разом    | 135     | 17                 | 88               | 30                   |